# Roche Caïman
Roche Caïman est un district des Seychelles de l'île de Mahé. 

## Géographie

### Démographie
Le district de Roche Caïman couvre 1,2 km2 et compte 2 652 habitants (2002).